# Bougie de yahrzeit

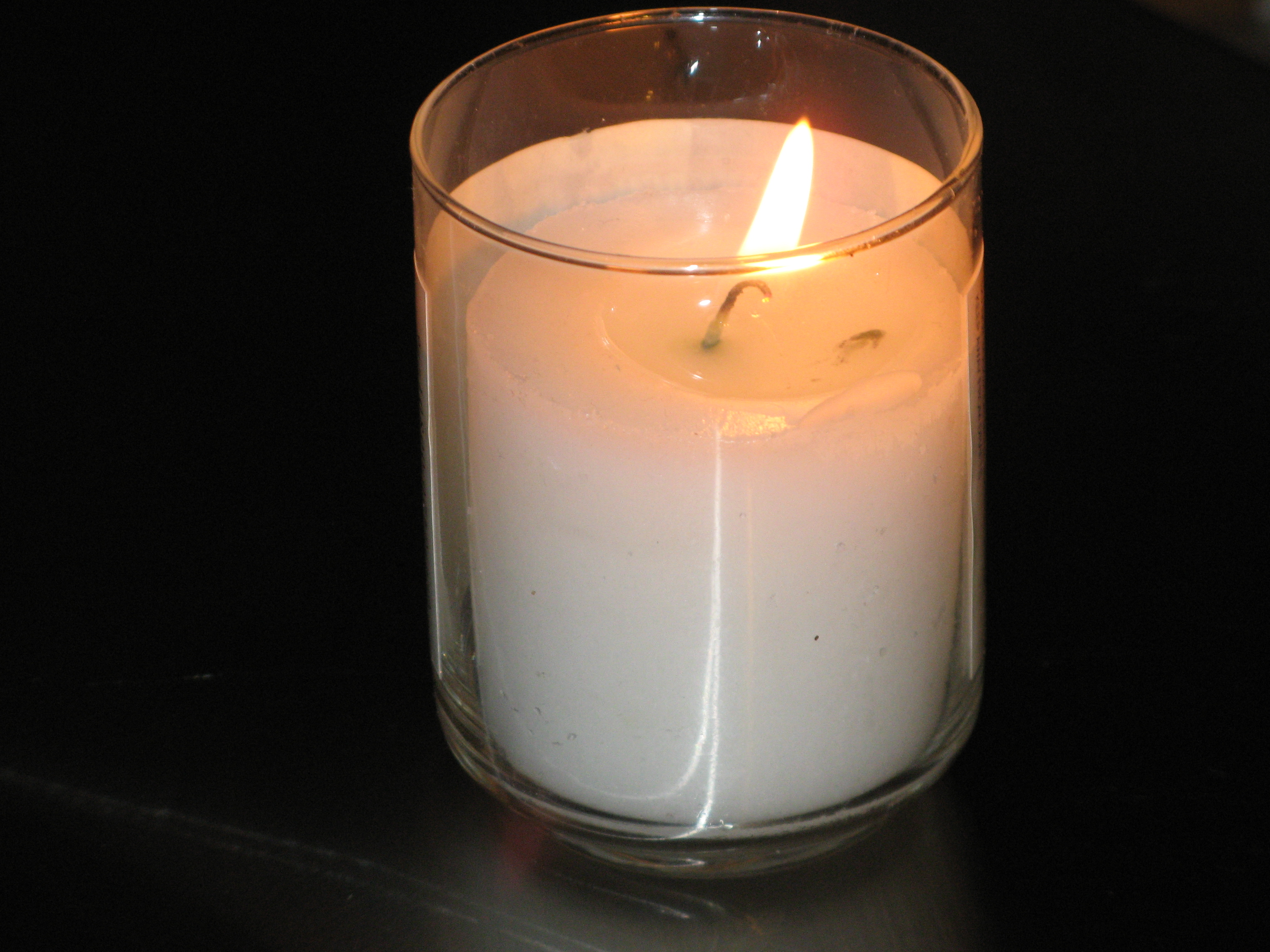
Une bougie de yahrzeit allumée en mémoire d'un être cher à l'occasion de l'anniversaire (le "yahrzeit") de son décès.

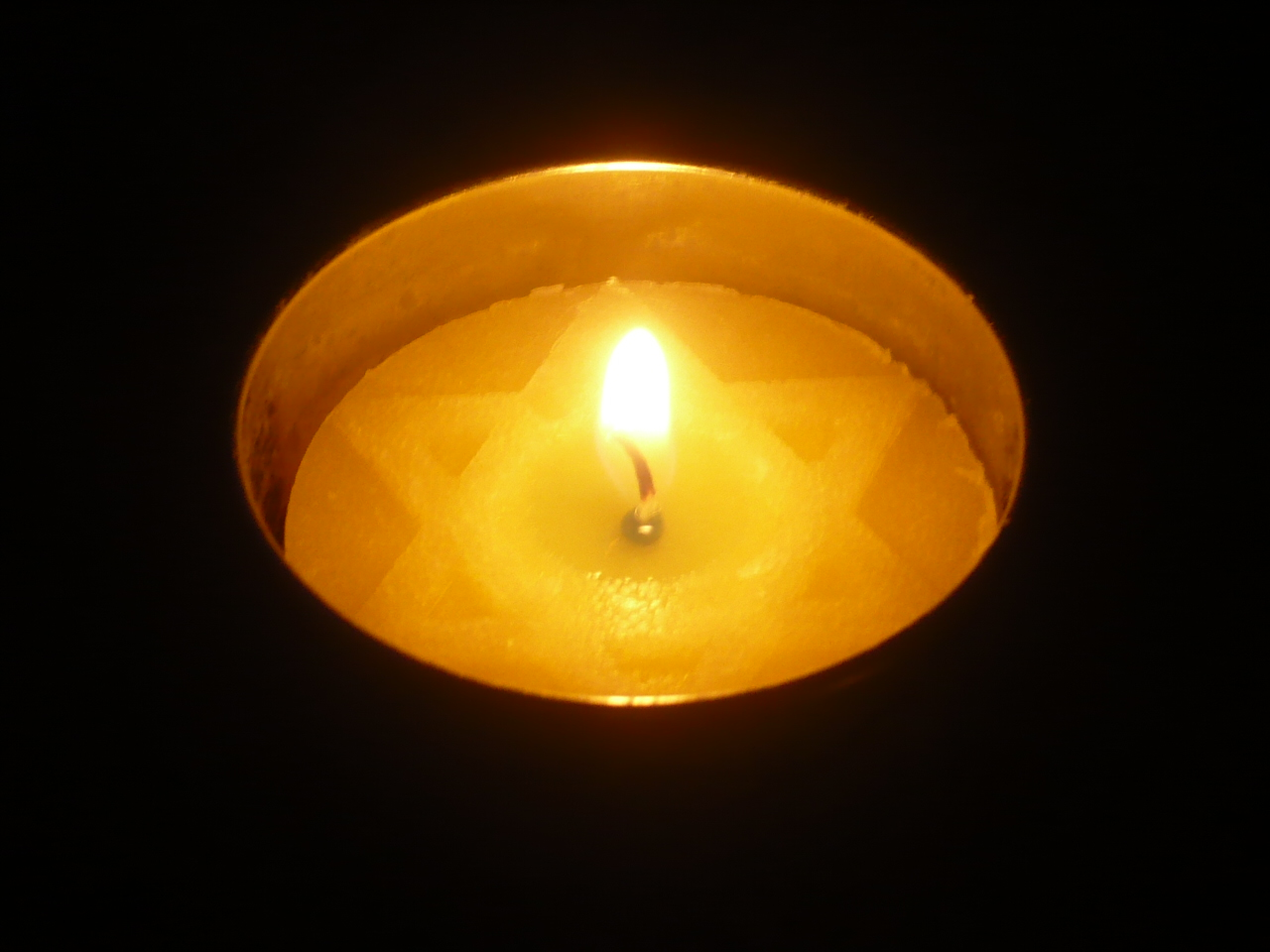
Une bougie spéciale jaune de Yizkor pour Yom HaShoah

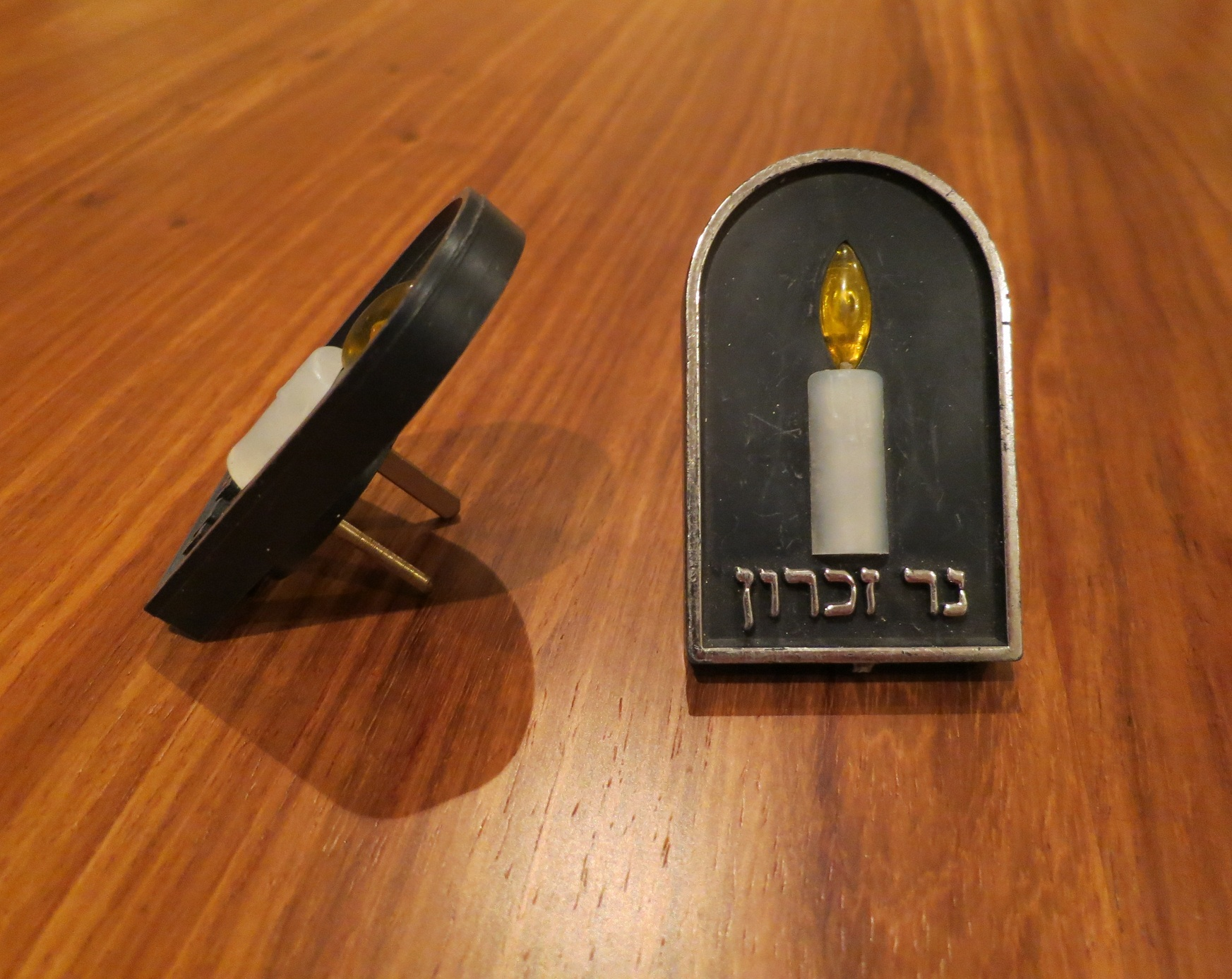
Une bougie commémorative électrique avec une inscription en hébreu qui dit נר זכרון “Ner Zikaron” (lumière du souvenir).

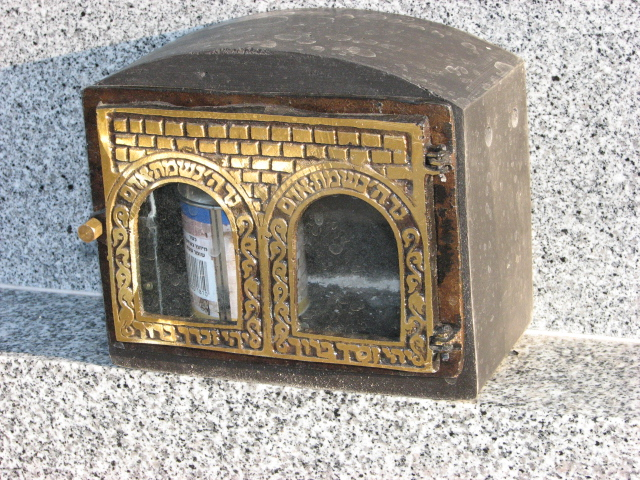
Une bougie de yahrzeit à côté d'une tombe, dans une boîte pour la protéger du vent.

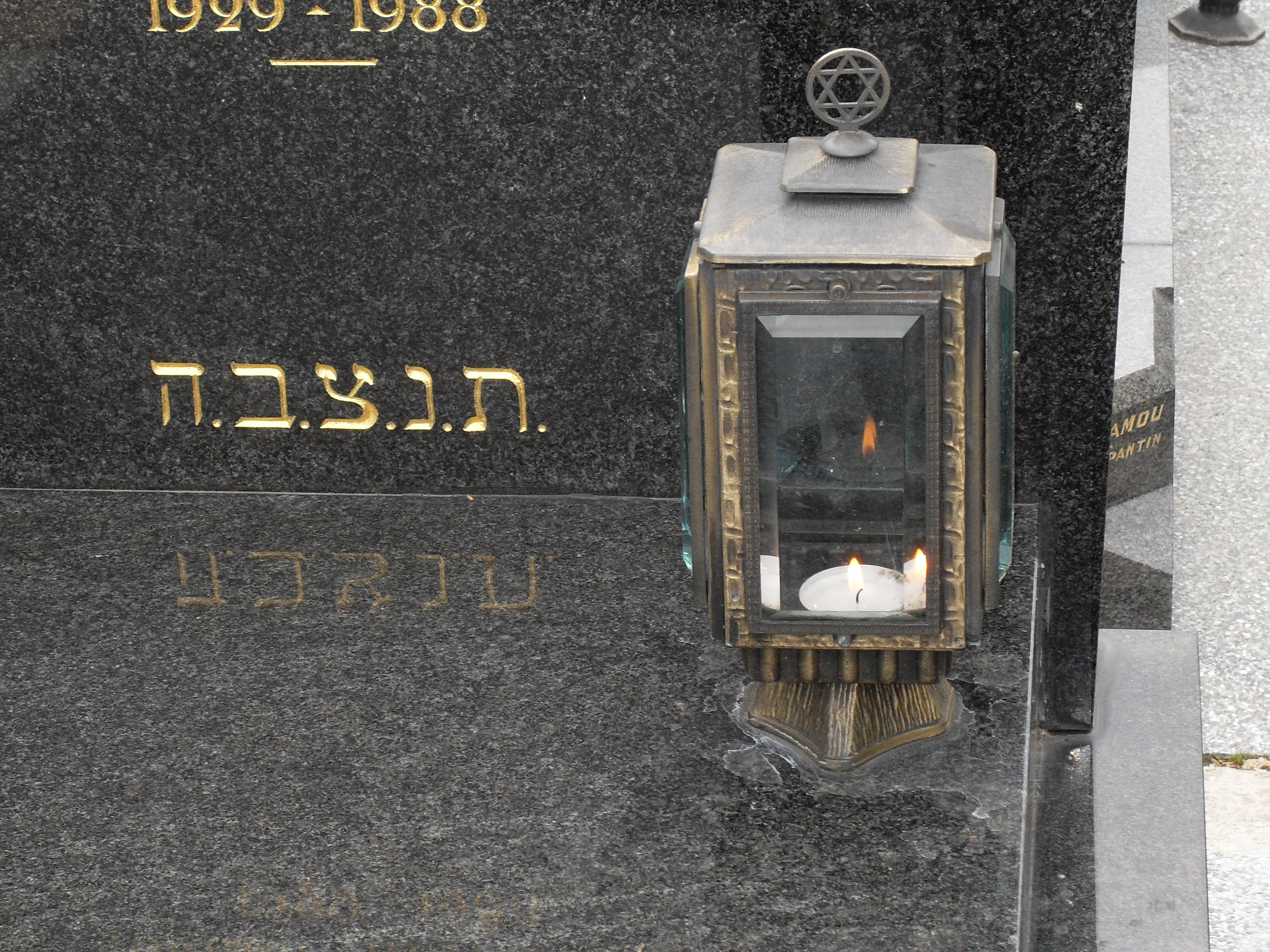
Une bougie de yahrzeit sur une tombe, dans une boîte pour la protéger du vent.

Une bougie de yahrzeit, également orthographiée bougie yahrtzeit ou appelée bougie commémorative, (en hébreu : נר נשמה, ner neshama, signifiant "bougie de l'âme" ; en yiddish : יאָרצײַט ליכט, yortsayt likht, signifiant "bougie d'anniversaire") est un type de bougie allumée en mémoire des défunts dans le judaïsme.

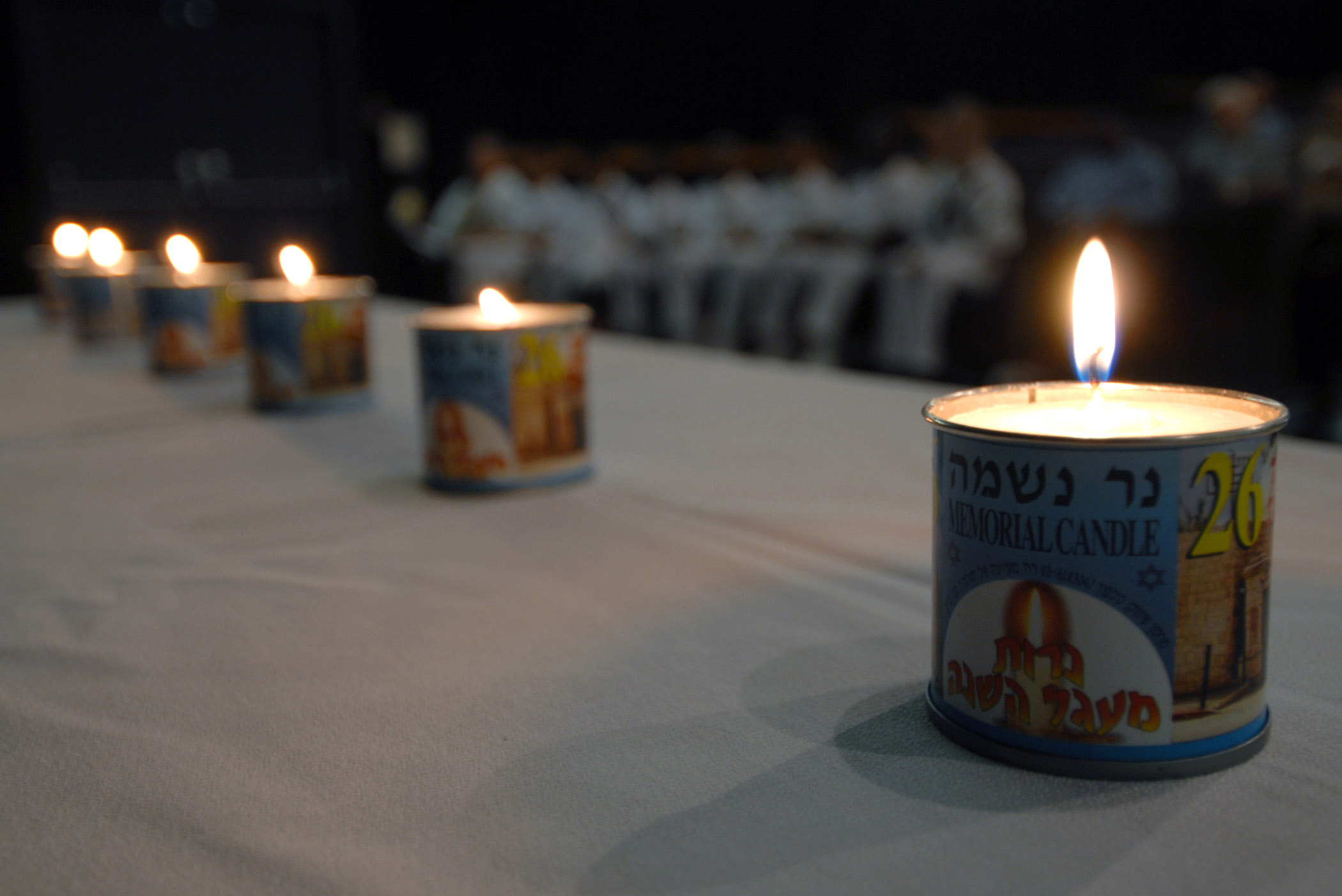
Bougie commémorative qui brûle jusqu'à 26 heures

## Nom
Le mot Yahrzeit (en yiddish : יאָרצײַט, yortsayt) signifie "anniversaire" (ou plus précisément "anniversaire [de la mort d'une personne]") en yiddish, provenant de l'allemand Jahr, année, et Zeit, temps.
En hébreu, les bougies sont également appelées Ner Neshama – une bougie pour l'âme.

## Souvenir
L'utilisation d'une bougie de yahrzeit est une coutume largement pratiquée, où les personnes en deuil allument une bougie de yahrzeit qui brûle pendant 24 heures, à l'anniversaire de la mort selon le calendrier hébraïque. De nombreux Juifs, même ceux qui ne sont pas pratiquants, suivent cette coutume. Il est habituel d'allumer la bougie chez soi, ou près de la tombe du défunt.
La bougie est aussi allumée avant Yom Kippour et il est également d'usage d'allumer une bougie de yahrzeit aux dates où la prière de yizkor est récitée à la synagogue (Yom Kippour, Chemini Atseret, dernier jour de Pessah et Chavouot). Certains allument aussi une bougie avant la cérémonie de la Journée du souvenir de l'Holocauste (Yom HaShoah).
La bougie est allumée avant le coucher du soleil. En effet, dans le judaïsme, les jours commencent au coucher du soleil, conformément à la Genèse, par exemple 1:5 : « Il y eut un soir, il y eut un matin : un jour. »
Il est habituel d'allumer la bougie pendant la shiva, généralement une plus grande qui dure les sept jours entiers. En l'absence d'une bougie de Shiva de sept jours, sept bougies de yahrzeit peuvent être allumées les jours successifs (mais pas en violation du Shabbat).
Certaines personnes utilisent une bougie de yahrzeit électrique qui se branche dans une prise murale pour des raisons de sécurité, comme dans un hôpital.

### Source
La coutume d'allumer une bougie de yahrzeit vient du Livre des Proverbes 20:27 : « L'âme de l'homme est une bougie du Seigneur. »

Une bougie apparaît de manière similaire dans la description midrashique de la mort d'Aaron : 

« [Dieu] dit à [Aaron] : "Entre dans la caverne", et il entra. Il vit un lit fait et une bougie allumée. [Dieu] lui dit : "Monte sur le lit", et il monta. "Étends tes mains", et il étendit ses mains. "Ferme la bouche", et il ferma la bouche. "Ferme les yeux", et il ferma les yeux. Moïse désira immédiatement que sa mort survienne de la même manière. »

## Jours fériés
Les bougies de yahrzeit sont couramment utilisées pendant les jours fériés, par commodité plutôt que pour des raisons symboliques.
À Pessah, Chavouot, Souccot et Roch Hachana, il est interdit d'allumer un nouveau feu, mais il est permis d'allumer une flamme à partir d'une flamme existante pour certains usages (comme la cuisine). Par conséquent, une bougie de yahrzeit (ou une autre bougie de longue durée) est allumée avant le jour férié, afin qu'une flamme soit disponible en cas de besoin. De même, la havdalah après Yom Kippour nécessite un feu qui a brûlé depuis avant le jour férié, et les bougies de yahrzeit sont souvent utilisées à cette fin également.
Des bougies de 48 heures et 72 heures ont également été fabriquées, pour les jours fériés qui durent plus d'un jour.

## Dans la culture
- Après l'assassinat du Premier ministre israélien Yitzhak Rabin en 1995, les jeunes venus pleurer Rabin sur la Place des Rois d'Israël (en) où il a été tué ont été surnommés les "Jeunes des Bougies" (en hébreu : נוער הנרות, noar hanerot) en raison des nombreuses bougies de yahrzeit qu'ils ont allumées.
- Les bougies de yahrzeit sont souvent allumées par de nombreuses communautés juives lors de Yom HaShoah (Journée du souvenir de l'Holocauste) en mémoire de ceux qui ont été assassinés pendant l'Holocauste.

## Galerie

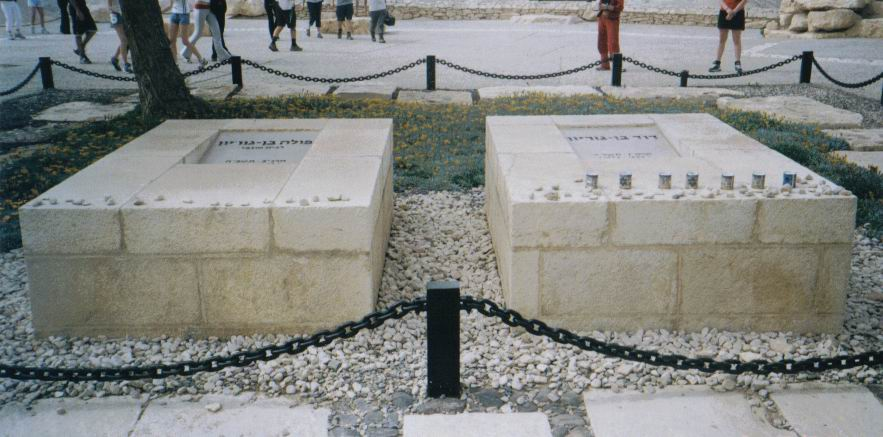
La tombe de David Ben Gourion, le premier Premier ministre d'Israël, ainsi que celle de sa femme, est couverte de bougies de yahrzeit et de pierres.
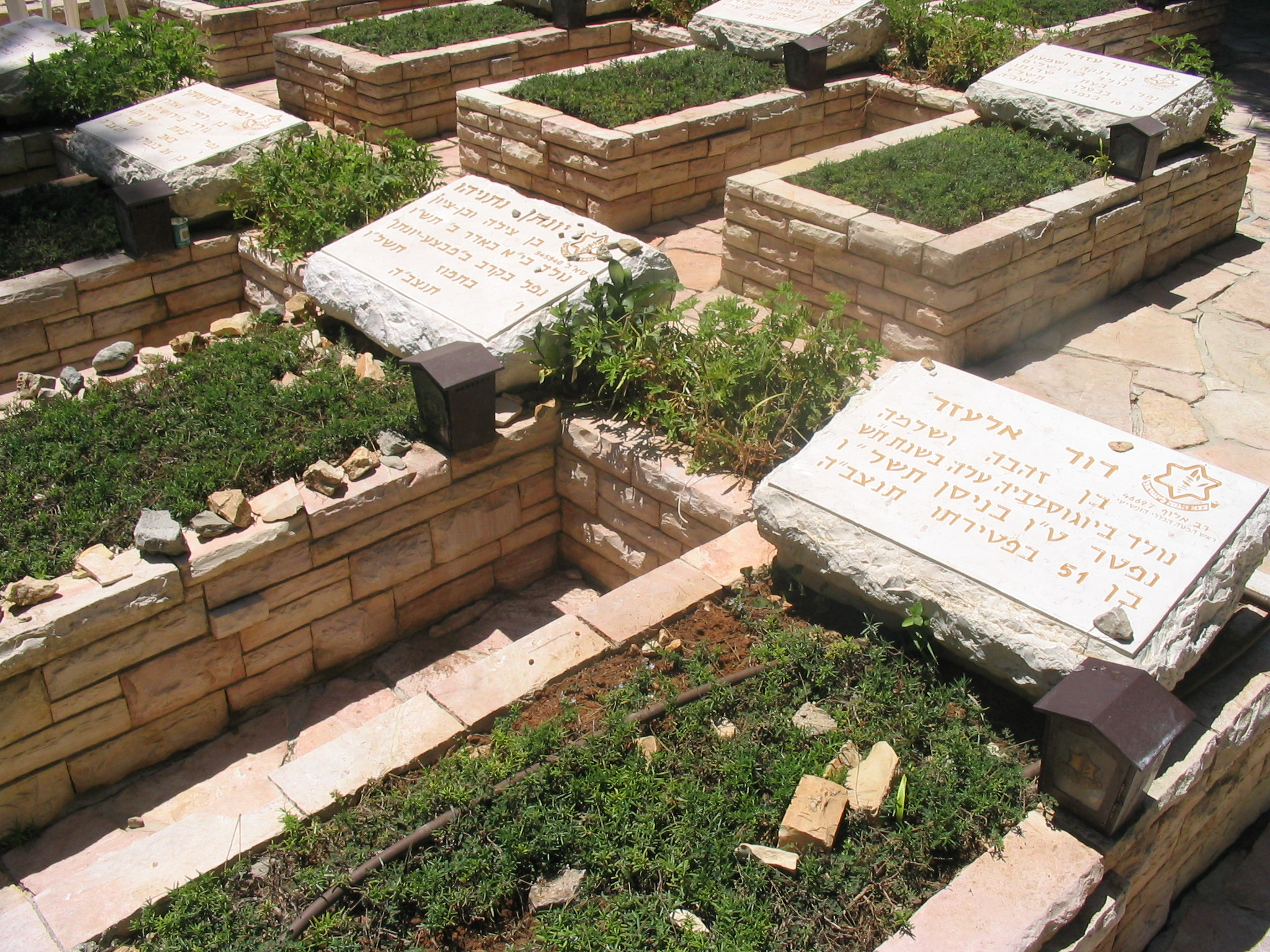
Les tombes standard des militaires israéliens, comme celles de David Elazar, Jonathan Netanyahu et d'autres, incluent générairement une bougie de yahrzeit dans une boîte pour chaque tombe.
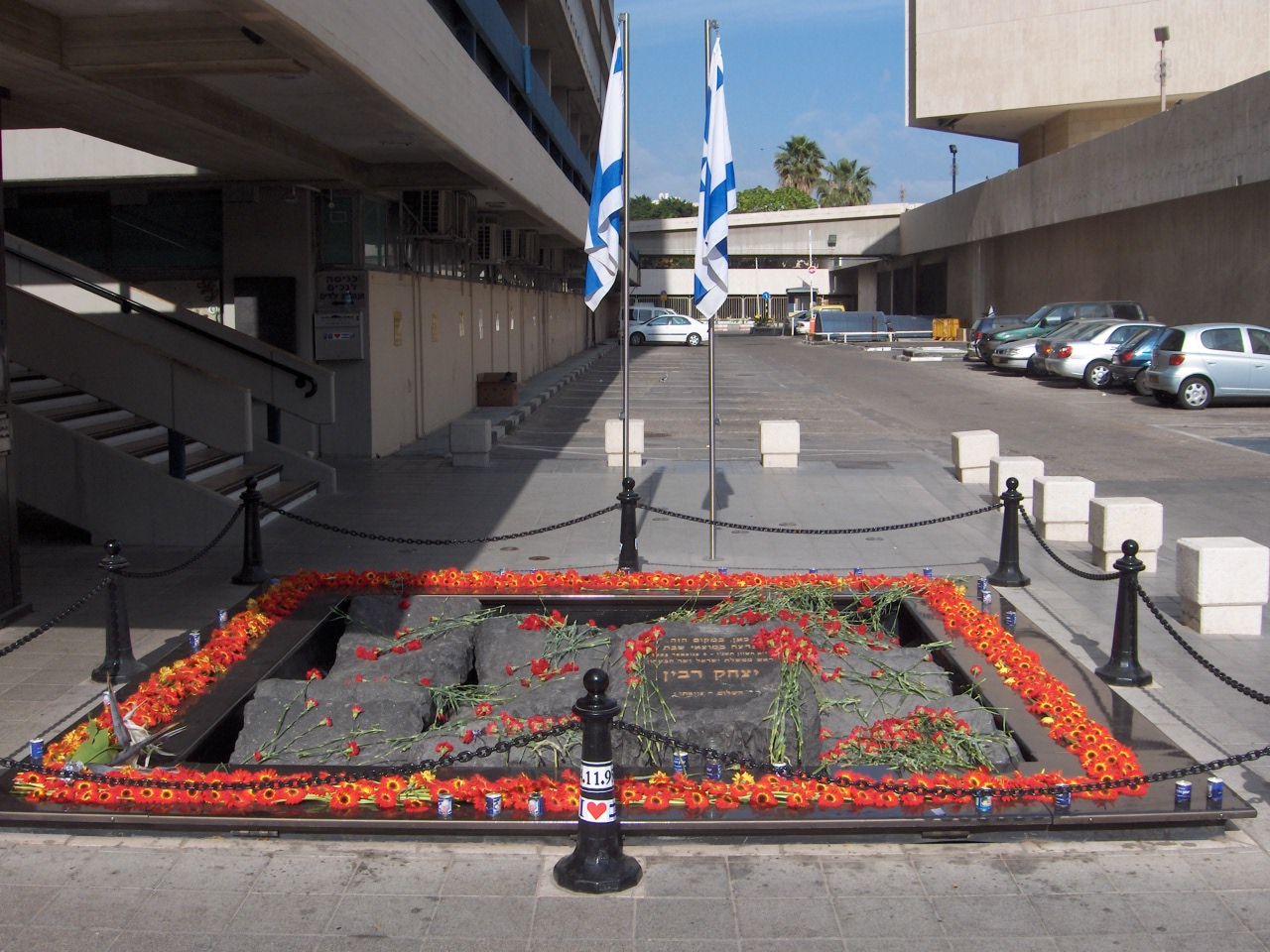
Le site de l'assassinat du Premier ministre israélien Yitzhak Rabin est généralement rempli de bougies de yahrzeit et de fleurs.
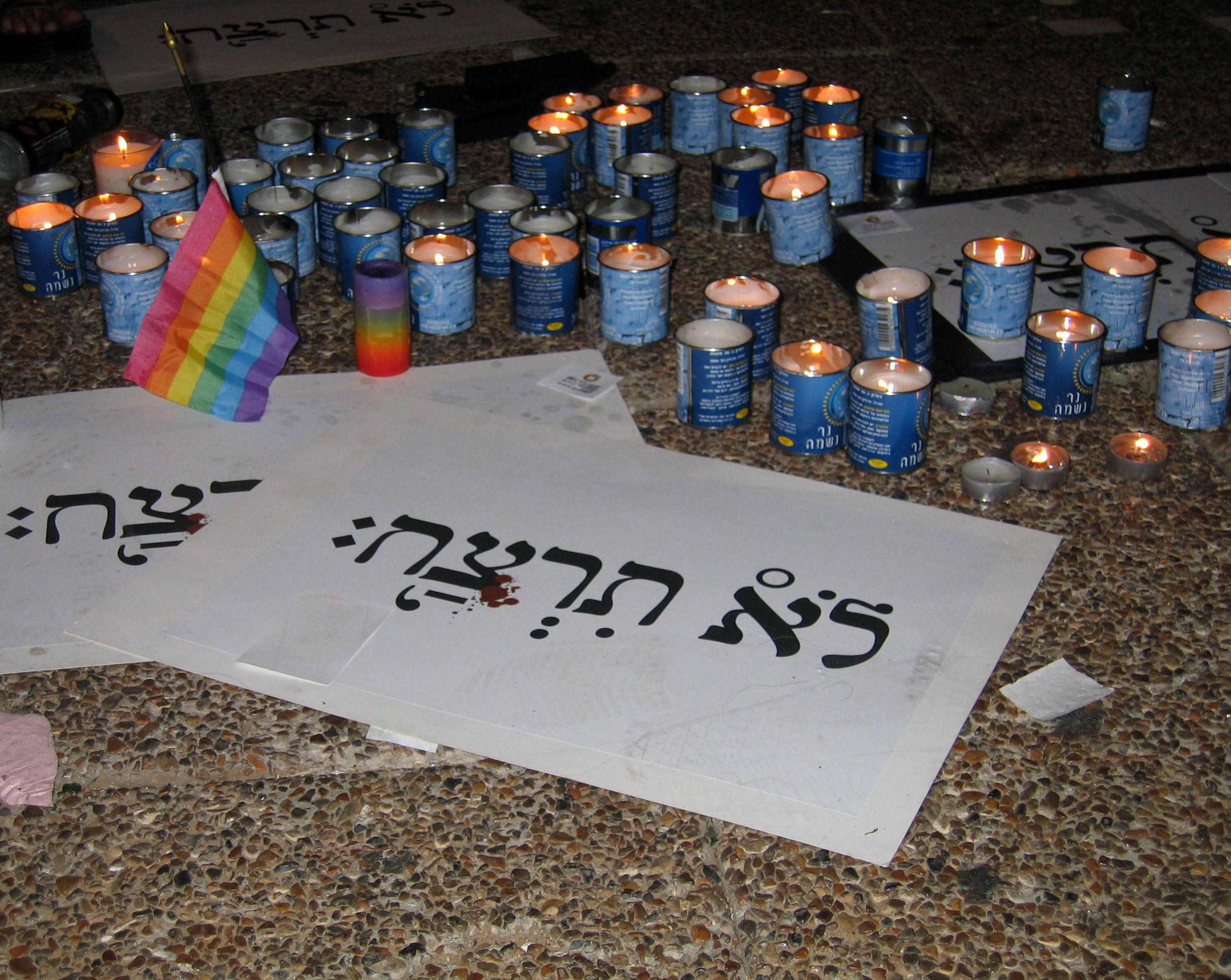
Des bougies de yahrzeit et des pancartes portant l'inscription "Tu ne tueras point" lors d'un rassemblement de solidarité à Rabin Square en mémoire des victimes de la fusillade au centre gay de Tel Aviv en 2009.
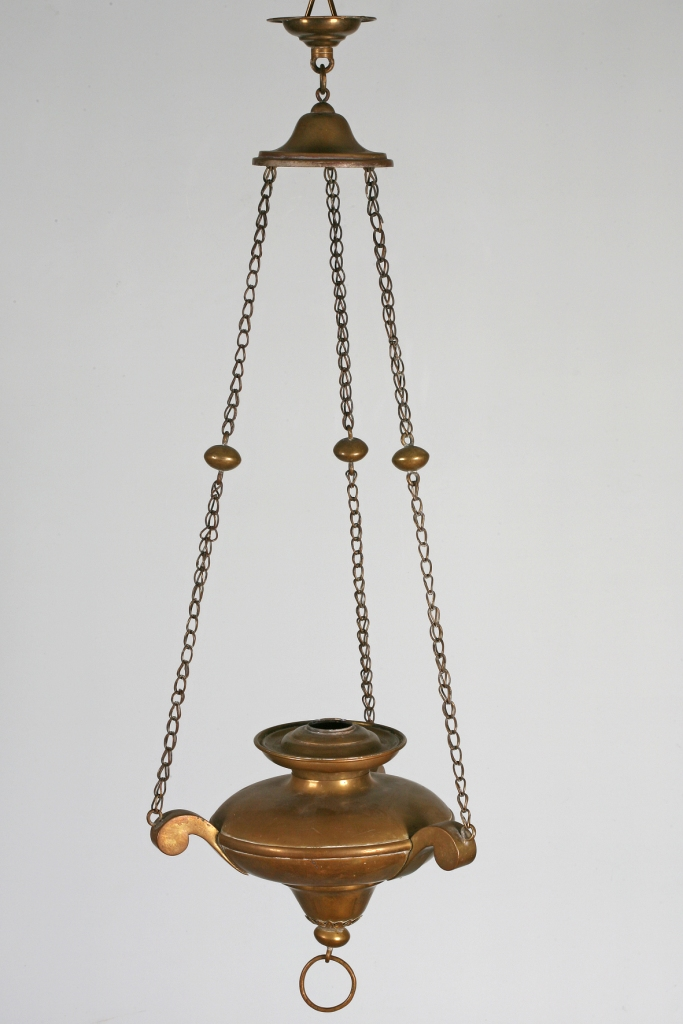
Le "Yahrzeitlicht" de Lengnau dans le canton d'Aargau (Suisse), datant de 1830, est désormais conservé au Musée juif de Suisse.